# Casa Dolfi
Casa Dolfi è un edificio storico di Firenze, situata in via Borgo San Lorenzo 4. Come ricorda un vistoso monumento esterno e alcune lapidi, fu la dimora del fornaio Giuseppe Dolfi, figura chiave del Risorgimento in Toscana, poiché raccordo tra i leader e i teorici insurrezionalisti e il popolo minuto fiorentino. 

## Storia e descrizione
La casa appartenne in antico ai Cini, poi fu comprata dai frati della Santissima Annunziata ed infine dai Dolfi, ai quali appartenne almeno fino al 1912. 
L'edificio è, per quanto riguarda il fronte, modesto ma segnato al centro da una vera e propria composizione architettonica costituita da un ampio fregio con bassorilievi, interrotto al centro per fare spazio a un busto su mensola. Tale profusione di memorie ricorda come qui abitasse il fornaio, patriota e massone Giuseppe Dolfi (1818-1869), figura di riferimento durante la pacifica rivoluzione del 27 aprile 1859, e come qui avessero presso di lui trovato sicura ospitalità, in più occasioni (1860, 1862, 1866 e 1867), Giuseppe Mazzini e Giuseppe Garibaldi (questi i temi trattati nei bassorilievi). Sempre in riferimento al Dolfi sono poi due lapidi con iscrizioni, una posta sul portone decentrato a sinistra, una collocata al di sotto del busto del patriota, quest'ultima murata il 3 luglio 1870 dalla Fratellanza Artigiana ("il Municipio di Firenze annuente"), di cui lo stesso Dolfi fu fondatore e primo Gran Maestro. 
| IN QUESTA CASA DOVA ABITÒ IL POPOLANO GIUSEPPE DOLFI CONVENNERO PATRIOTI GENEROSI DA OGNI PARTE DEL MONDO CIVILE GIUSEPPE MAZZINI E GIUSEPPE GARIBALDI VI EBBERO FIDA OSPITALITÀ IN VARIO TEMPO 1860 _ 1866 _ 1867 A PROMUOVERE LA FECONDA ARMONIA DEL PENSIERO E DELL'AZIONE |

| QUI ABITÒ GIUSEPPE DOLFI E VI MORÌ IL DÌ 26 LUGLIO 1869 PER ONORARE LA MEMORIA DEL VIRTUOSO POPOLANO CHE LA MODESTA VITA DEDICÒ ALLA CAUSA DELLA LIBERTÀ LA FRATELLANZA ARTIGIANA IL MUNICIPIO DI FIRENZE ANNUENTE QUESTA LAPIDE PONEVA IL DÌ 3 LUGLIO 1870. |

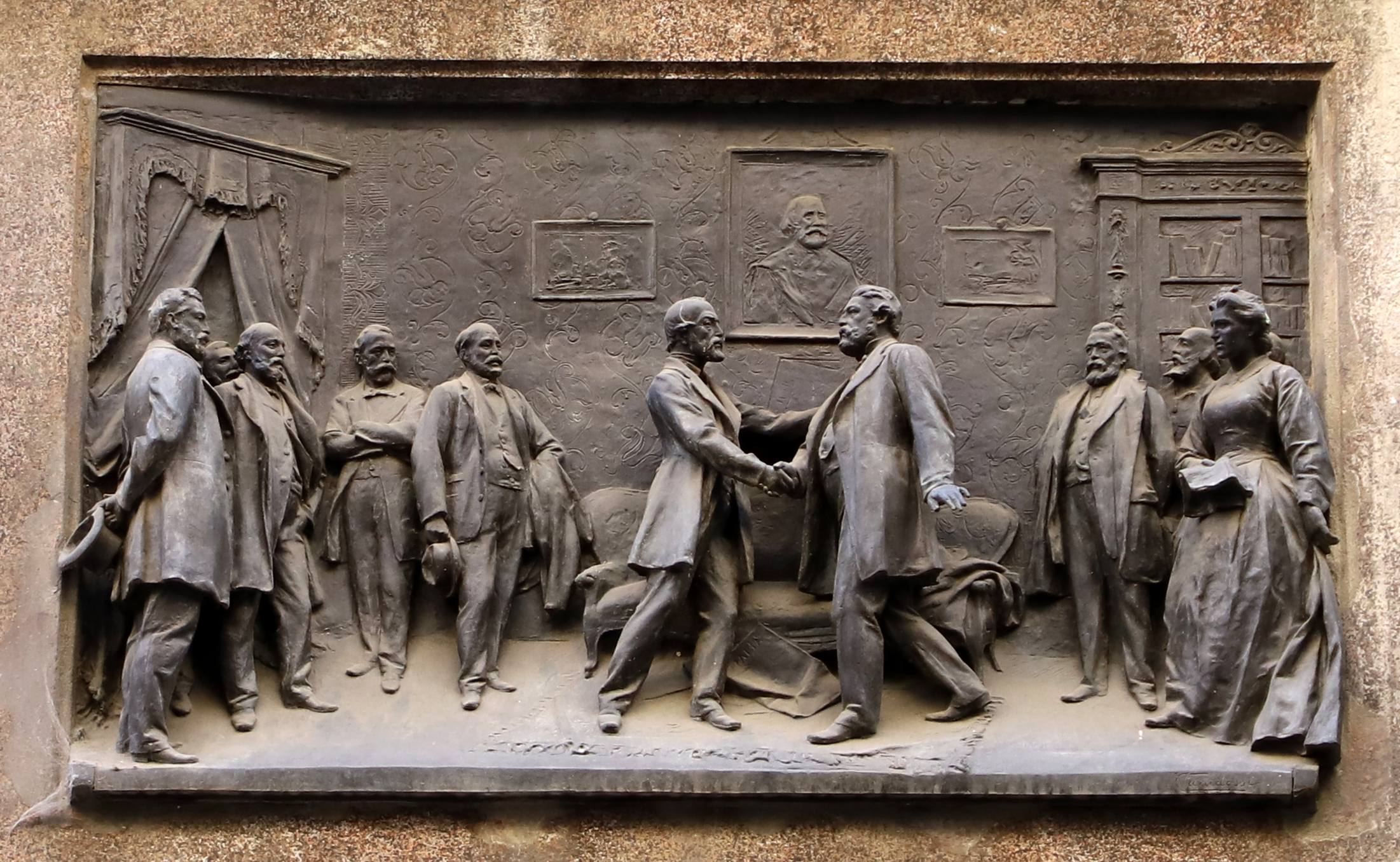
Dolfi ospita Mazzini

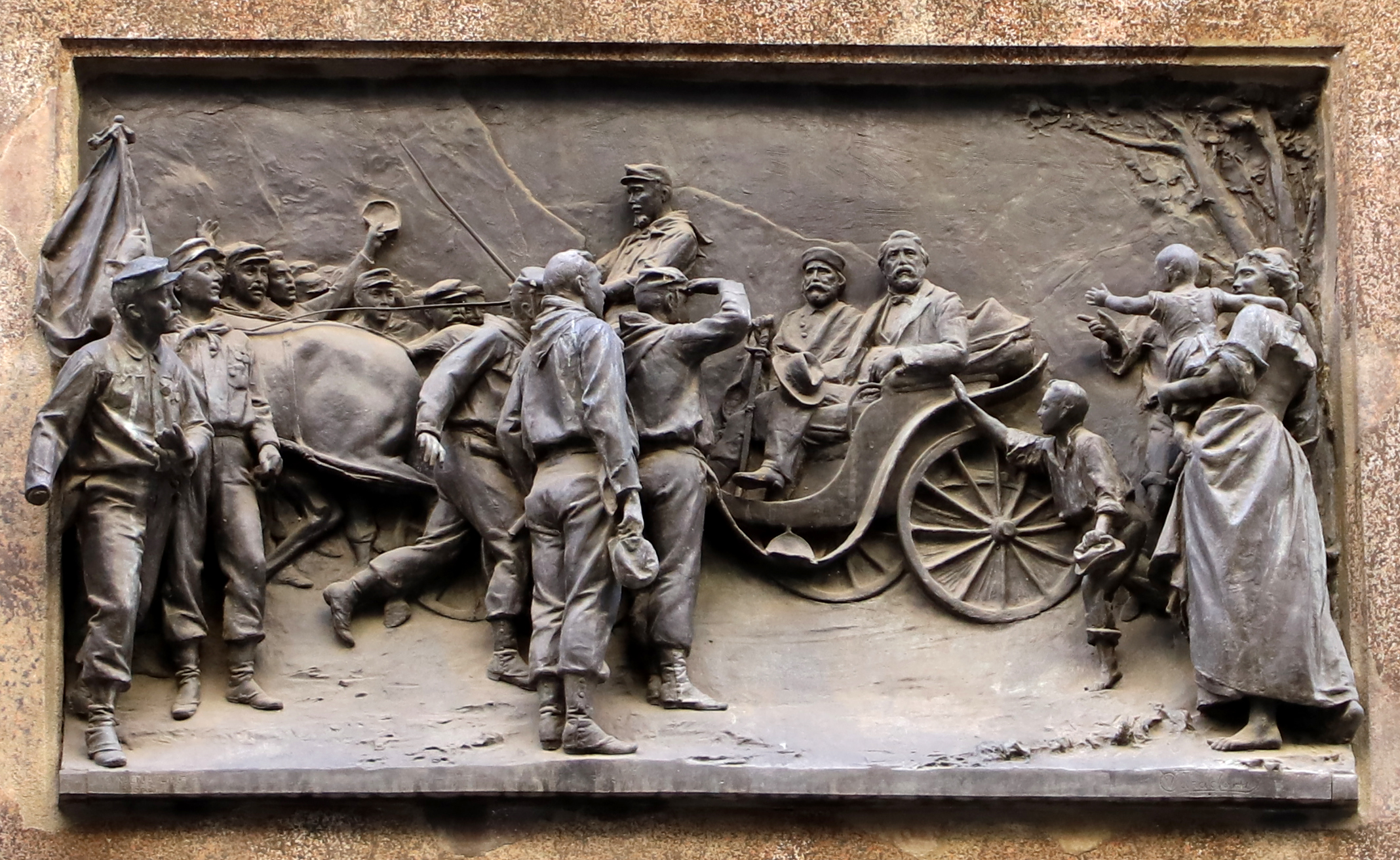
Dolfi accoglie Garibaldi a Firenze

Per quanto riguarda i bassorilievi e il busto questi sono invece frutto di iniziative più tarde, promosse da un comitato di onoranze costituitosi attorno al 1899, che affidò il lavoro allo scultore fiorentino Vittorio Caradossi, che firmò sia i bassorilievi (in basso) che il busto. 
Tornando all'edificio si segnala poi, sul lato destro della facciata, un piccolo stemma settecentesco dei frati Serviti della Santissima Annunziata. Al terreno è una targa che informa di un restauro del 2008, che non è da intendersi riferito all'edificio (che versa complessivamente in mediocre stato di conservazione) ma ai rilievi e al busto di Giuseppe Dolfi.
Sulla facciata, infine, si trova un pietrino dei Servi di Maria, che ricorda quando l'edificio appartenne ai frati della Santissima Annunziata. Sulla grata del portale si leggono le iniziali PA, presenti - ma forse è un caso - anche sul portale di borgo San Lorenzo 24.